# Lecanorchis sikkimensis
Lecanorchis sikkimensis är en orkidéart som beskrevs av Nicholas Pearce och Phillip James Cribb. Lecanorchis sikkimensis ingår i släktet Lecanorchis och familjen orkidéer. Inga underarter finns listade i Catalogue of Life.